# Las Vegas and Tonopah Railroad

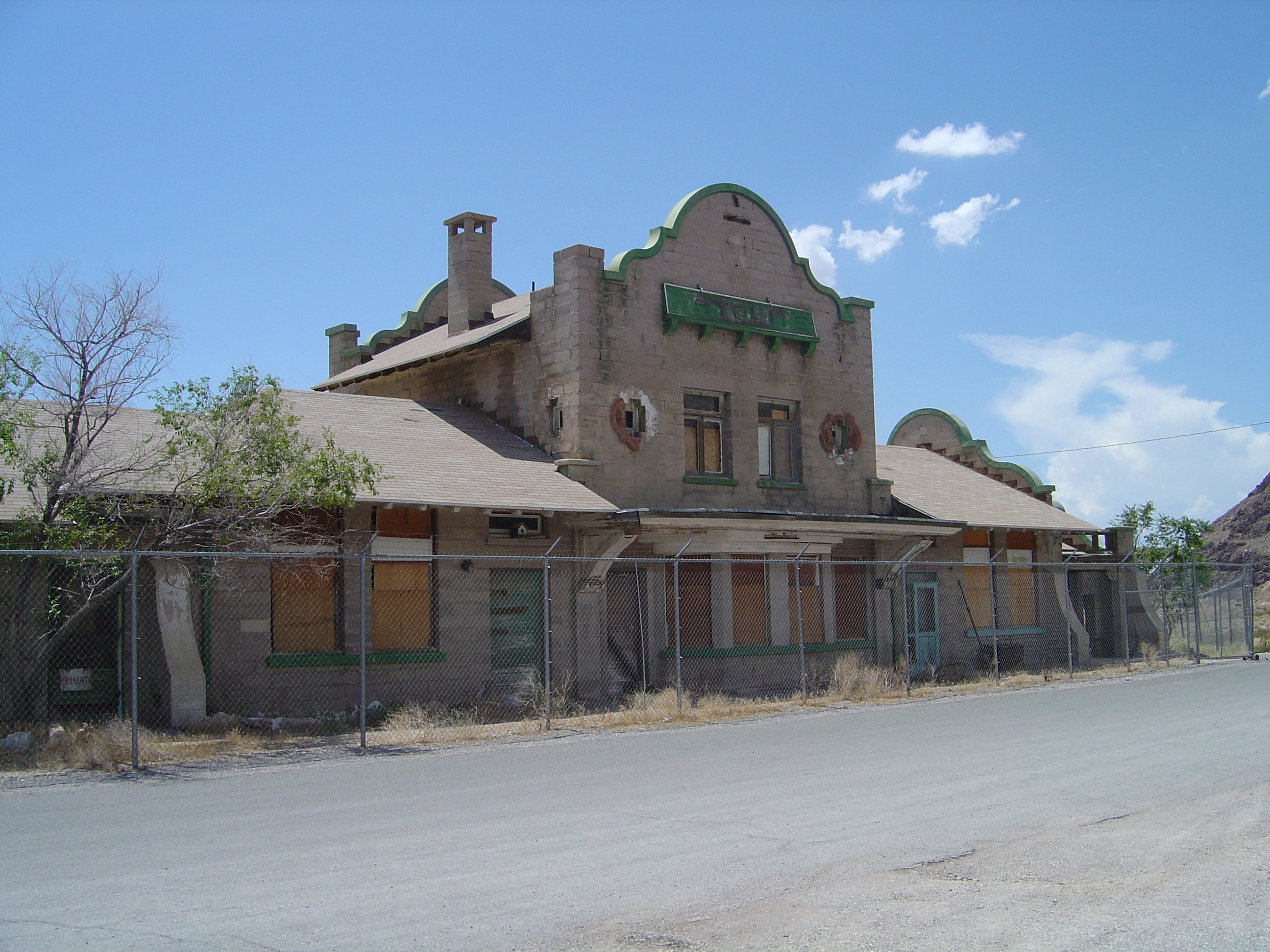
Overblijfselen van Station Rhyolite

De Las Vegas and Tonopah Railroad (ook The Goldfield Route) was een 317 kilometer lange spoorweg in de Amerikaanse staat Nevada tussen de plaatsen Las Vegas en Goldfield. De spoorweg werd geopend in 1907 en opengebroken in 1918.

## Geschiedenis

### Aanleg
Begin 20e eeuw waren er twee west-oostverbindingen door Nevada, de Los Angeles and Salt Lake Railroad en de Central Pacific Railroad. Door de goudkoorts in het Bullfrog Mining District werden er nieuwe spoorwegen aangelegd en door de aanleg van spoorlijnen tussen de Central Pacific Railroad en Tonopah werd een begin gemaakt aan een verbinding tussen beide spoorwegen. Nadat in januari 1905 de Los Angeles and Salt Lake Railroad van William A. Clark was geopend, maakte Francis Marion Smith, exploitant van natriumtetraboraatmijnen in het gebied, plannen om een spoorweg aan te leggen die zijn mijnen met Clarks spoorweg in Las Vegas zou verbinden. Smith sprak dat mondeling af met Clark en Smith kondigde zijn spoorweg aan.
Clark besloot later echter ook een spoorweg te willen bouwen en kondigde de concurrerende Las Vegas and Tonopah Railroad aan. Clark liet zijn ingenieurs het gebied begin 1905 verkennen. Zijn spoorweg zou net langs het Bullfrog Mining District gaan door Beatty om zo te vermijden dat zijn spoorweg door de bergen naar Rhyolite zou gaan. Na maanden van onderhandeling spraken Smith en Clark uiteindelijk af dat de spoorweg van Smith naar de Sante Fe Railroad zou gaan; die spoorweg kwam bekend te staan onder de naam Tonopah and Tidewater Railroad. De constructie van de Las Vegas and Tonopah Railroad begon in de lente van 1905.
Er kwam vervolgens nog een concurrent bij; John Brock wilde zijn Tonopah and Goldfield Railroad uitbreiden, zodat deze eveneens door zou lopen tot de Los Angeles and Salt Lake Railroad. In februari 1906, toen de lijn nog onder constructie was, had de Las Vegas and Tonopah Railroad een lengte van in totaal 39 kilometer. Tijdens de aanleg van de spoorlijn werd nog besloten het traject van de lijn te veranderen. Na onderhandelingen met de plaats Rhyolite had Clark besloten om de spoorlijn uiteindelijk toch door die plaats te laten lopen. In een referendum in Rhyolite werd het voorstel door zijn inwoners goedgekeurd. Doordat de spoorlijn door Rhyolite zou gaan, zouden veel mijnen beter bereikbaar worden. Deze wijziging hield wel een verhoging van de bouwkosten in.
De constructie vorderde in 1906 en er werd besloten dat de locomotieven in de plaats Gold Center zouden worden gemaakt. In augustus 1906 werd begonnen met het traject tussen Beatty en Rhyolite, dat ook wel bekendstond onder de naam "high line". In december 1906 reikte de Las Vegas and Tonopah Railroad tot Rhyolite en reed de ceremoniële eerste trein over de spoorweg. In maart 1907 werd begonnen met dagelijkse treinen tussen Los Angeles en Rhyolite. In 1907 ondervond de constructie financiële problemen door de Paniek van 1907, maar de constructie ging door. Op 26 oktober 1907 werd ceremonieel in Goldfield de laatste spijker in de rails geslagen. Na de constructie werd in Rhyolite een treinstation voor passagiers, Station Rhyolite, gebouwd die in juni 1908 opende.

### Na de opening
De Las Vegas and Tonopah Railroad bleek echter weinig winstgevend en werd minder gebruikt dan gepland. Alleen in het eerste jaar maakte de spoorlijn winst. Er ontstond veel ontevredenheid over de hoge vrachtprijs. Later daalde de bevolking en het aantal mijnen in het gebied met grote gevolgen voor de Las Vegas and Tonopah Railroad. De spoorlijn ging uiteindelijk samenwerken met de Bullfrog Goldfield Railroad die ook een traject tussen Beatty en Goldfield had. Ze besloten alleen gebruik te maken van de beste stukken van beide spoorwegen om zo de onderhoudskosten te verminderen. Van de Las Vegas and Tonopah Railroad werd het traject van Goldfield tot net iets ten zuiden van Bonnie Claire gebruikt. Ondanks protest van de bewoners van Rhyolite keurde de Railroad Commission of Nevada het plan goed en werd het plan uitgevoerd in juni 1914.
In 1916 stopte de Las Vegas and Tonopah Railroad met het rijden over de "high line" tussen Beatty en Rhyolite en de rails werden verwijderd. In februari van het volgende jaar werden de dagelijkse treindiensten van Las Vegas naar Goldfield vervangen door treindiensten drie keer per week. Tijdens de Eerste Wereldoorlog besloot het Freight Traffic Committee van de United States Railroad Administration dat er alleen nog maar erts mocht worden vervoerd via de Las Vegas and Tonopah Railroad, hoewel er niet veel erts meer werd gewonnen. De spoorlijn was vervolgens in het bezit van de Railroad Administration, maar werd later afgestoten omdat de organisatie de spoorlijn niet belangrijk genoeg vond.
De Las Vegas and Tonopah Railroad draaide steeds meer verlies en dreigde failliet te gaan. Op 18 september 1918 vroeg Clark toestemming aan de Railroad Commission van Nevada om de activiteiten op het spoor stil te leggen. De spoorlijn werd gebruikt tot 31 oktober 1918, toen de laatste trein over het traject reed. Vervolgens werden de rails verkocht en kocht het Nevada Department of Highways de grond van de voormalige Las Vegas and Tonopah Railroad voor de aanleg van U.S. Route 95. Die snelweg loopt tussen Las Vegas en Beatty nog over het traject van de voormalige spoorweg.

## Stations (1910)
- Las Vegas
- Tule
- Corn Creek
- Owens
- Indian Spring
- Charleston
- Amargosa
- Canyon
- Rosewell
- Chloride
- Gold Center
- Beatty
- Rhyolite

- Original
- Mud Spring
- Petersgold
- Midway
- Bonnie Claire
- San Carlos
- Wagner
- Stonewall
- Ralston
- Red Rock
- T. & G. Crossing
- Goldfield

## Overblijfselen
- Het treinstation van Rhyolite bestaat nog, maar is verlaten.
- Een van de wagons die op het traject werd gebruikt bevindt zich in het Nevada State Railroad Museum.[3]